# Kunsu
Kunsu – wieś w Estonii, prowincji Rapla, w gminie Märjamaa.